# انگیسا
انگیسا (به پرتغالی: Angical) یک منطقهٔ مسکونی در برزیل است که در باهیا واقع شده‌است. انگیسا ۱۳٬۹۳۸ نفر جمعیت دارد.